# Crocomela theophrastus
Crocomela theophrastus là một loài bướm đêm thuộc phân họ Arctiinae, họ Erebidae.